# Ozarba postrufoides
Ozarba postrufoides is een vlinder van de familie van de uilen (Noctuidae). De wetenschappelijke naam van deze soort is voor het eerst voorgesteld als Eublemma postrufoides door R. W. Poole in een publicatie uit 1989.
De soort komt voor op Madagaskar.